# Anne-Marie Johnson
Anne-Marie Johnson est une actrice américaine née le 18 juillet 1960 à Los Angeles, en Californie (États-Unis).

## Biographie
Elle est mariée depuis 1996 à l'acteur Martin Grey et fut élue vice-présidente de la Screen Actors Guild en 2005.

## Filmographie

### Cinéma
- 1987 : Hollywood Shuffle (en) de Robert Townsend : Lydia / Willie Mae / Hooker #5
- 1988 : I'm Gonna Git You Sucka (en) de Keenen Ivory Wayans : Cherry
- 1990 : Les Gladiateurs de l'apocalypse (Robot Jox) : Athena
- 1991 : The Five Heartbeats : Sydney Todd
- 1991 : Double identité (True Identity) : Kristi
- 1991 : Strictly Business (en) : Diedre
- 1992 : Why Colors? :
- 1998 : Loin d'ici (Down in the Delta) : Monica Sinclair
- 2001 : À la poursuite du bonheur (Pursuit of Happiness) : Devin Quinn
- 2001 : Life/Drawing : Yvette
- 2006 : That's So Raven: Raven's Makeover Madness (vidéo) : Donna Cabonna

### Télévision

#### Séries télévisées
- 1976 : Solo One : Bonnie Pickett
- 1984 : Arnold et Willy (Diff'rent Strokes) : Denise
- 1984 : Double Trouble (en) : Aileen Lewis
- 1984 : Capitaine Furillo (Hill Street Blues) : Lynn Williams
- 1986 : Rick Hunter (Hunter) : Isabel Teret
- 1988 : What's Happening Now! : Nadine Hudson Thomas
- 1988 : Texas police (Houston Knights) :
- 1990 : Singer & Sons : Felicity Patterson
- 1990 : Poker d'amour à Las Vegas (Lucky Chances) : Carrie Jones / Carolyn Dimes
- 1992 : The Larry Sanders Show : Barbara Kirsh
- 1993 : Dans la chaleur de la nuit (In the Heat of the Night) : Althea Tibbs
- 1993 : In Living Color : Various
- 1994 : Living Single : Sheila Kelly
- 1994 : Babylon 5 : Mariah Cirrus
- 1995 : Les Anges de la ville (Sirens) : Christine
- 1995 : Arabesque (Murder, She Wrote) : Priscilla Dauphin
- 1995 : Melrose Place : Alycia Barnett
- 1996 : Urgences (ER) : Sickle-Cell Patient
- 1997 : Le Petit Malin (Smart Guy) : Ms. Williams
- 1997 : Spider-Man, l'homme-araignée (Spider-Man) : Mousie
- 1998 : Any Day Now : Aisha Bullock
- 1998 : Le Caméléon (The Pretender) : Lt. Alison Fawkes
- 1999 : Chicago Hope : La Vie à tout prix (Chicago Hope) : Mrs. Jamison
- 1999 : It's Like, You Know... (It's Like, You Know...) : Cabil
- 1999 : Ally McBeal (série télévisée) : District Attorney Foster
- 1999 : Hope Island (en) : Dr. Karen Dunbar
- 2000 : Happily Ever After: Fairy Tales for Every Child : Verena
- 2000 : Associées pour la loi (Family Law) :
- 2000 : Chicken Soup for the Soul : Elaine
- 2000 : Pour le meilleur... ? (For Your Love) : Dr. Brown
- 2000 : X-Files : Aux frontières du réel (The X Files) (série télévisée, épisode Combattre le passé) : Vicky Wells
- 2001 : La Vie avant tout : Nurse Doreen Collins
- 2001 : Les Parker : Lady Egyptian
- 2002 : JAG : Rep. Bobbi Latham
- 2002 : Dharma et Greg : Laura
- 2003 : Ce que j'aime chez toi (What I Like About You) : Olivia Thorpe
- 2003 : Washington Police (The District) : Renee Sawyer
- 2003 : Division d'élite (The Division) : Martha
- 2003 : Girlfriends : Sharon Upton Farley
- 2004 : Rock Me, Baby : Ms. Watson
- 2006 : Phénomène Raven (That's So Raven) : Donna Cabonna
- 2007 : Les Experts (CSI: Crime Scene Investigation) : ADA Jasmine Davis
- 2007 : House of Payne : Liz Shelton
- 2007 : Bones : Dr. Jasper
- 2007 : NCIS : Enquêtes spéciales : Marine Col. Stacey Radcliffe
- 2008 : Boston Justice (Boston Legal) : Vivian Stewart
- 2016 : Grey's Anatomy : Juge
- 2016 : Castle : Mme Kramer
- 2016 : Major Crimes : Jane Wolfe
- 2016 : NCIS : Los Angeles : Docteur Adams
- 2020 : How to Get Away with Murder : Kendra Strauss (saison 6, épisode 10)
- 2022 : So Help Me Todd : Felicity
- 2023 : NCIS : Enquêtes spéciales : Sénatrice Selena Grayson

#### Téléfilms
- 1984 : His Mistress :
- 1984 : High School U.S.A. de Jack Bender : Beth Franklin
- 1989 : Dream Date : Donna
- 1997 : Asteroïde : Points d'impact (Asteroids: Deadly Impact) : Karen Dodd
- 2002 : Through the Fire : Anne-Marie